# Reinhard Larcher

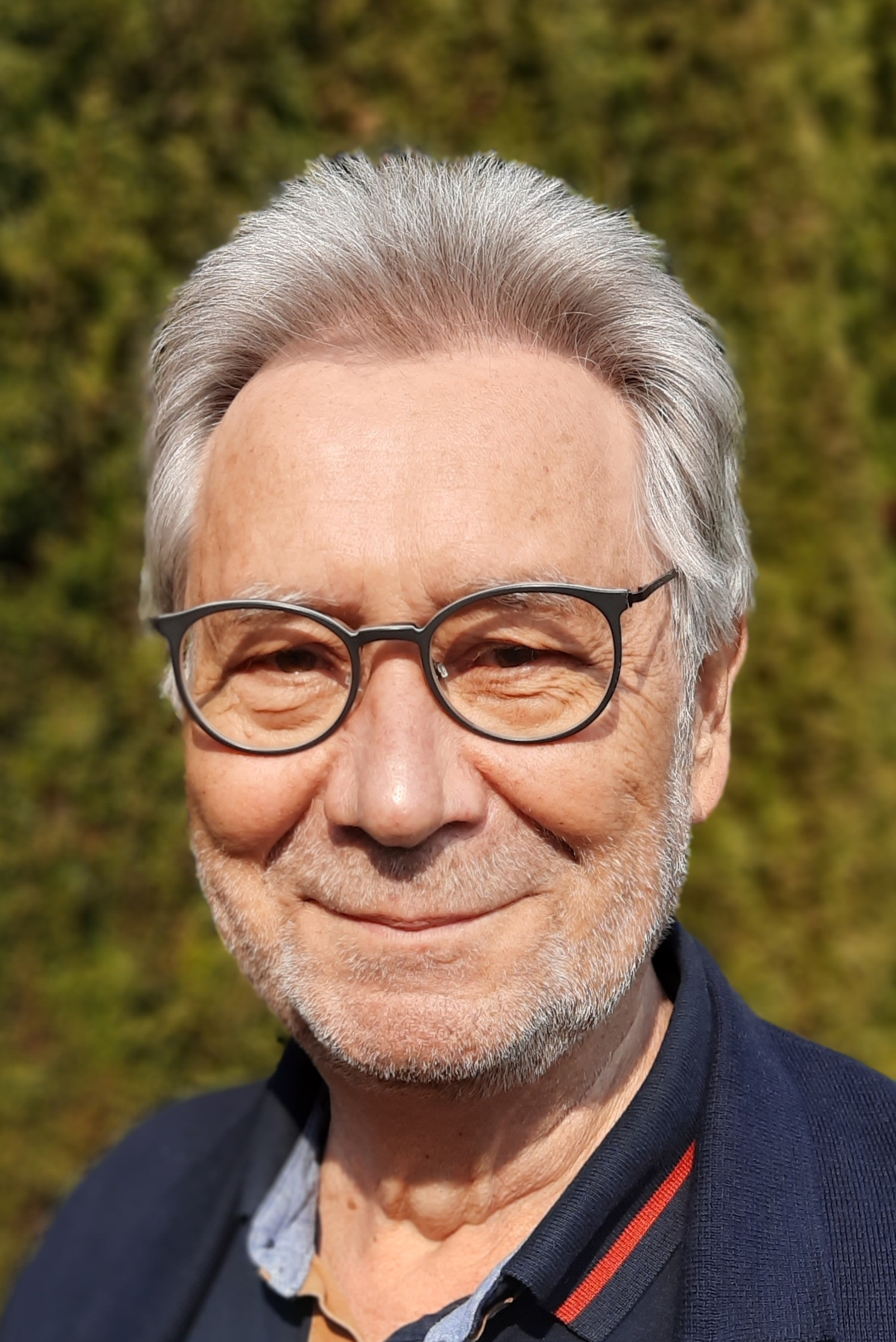
Reinhard Larcher (2022)

Reinhard Larcher (* 15. Juni 1947 in Saalfelden am Steinernen Meer) ist ein österreichischer Psychologe und Psychotherapeut.

## Leben
Reinhard Larcher maturierte 1965 am Bundesrealgymnasium in St. Johann im Pongau. Er studierte von 1966 bis 1971 Psychologie, Pädagogik und Philosophie an der Universität Salzburg und promovierte 1971 zum Dr. phil. bei Wilhelm Josef Revers mit der Dissertation Legasthenie und andere Formen der Lese-Rechtschreib-Schwäche. Zwischen 1970 und 1976 erfolgte seine Ausbildung zum Psychoanalytiker im Salzburger Arbeitskreis für Tiefenpsychologie unter Igor Alexander Caruso und zwischen 1974 und 1980 die Ausbildung zum Gruppendynamiker im Österreichischen Arbeitskreis für Gruppentherapie und Gruppendynamik (ÖAGG).
Larcher war während seiner Studienzeit Sozialreferent und Stellvertretender Vorsitzender der Hochschülerschaft in Salzburg. Er hatte bereits 1969 in seiner Studienzeit in einem Pilotprojekt der Hochschülerschaft gemeinsam mit Dr. Gottfried Petri vom Grazer Zentrum für Schulentwicklung begonnen, ein in Österreich erstmaliges Angebot zur Unterstützung von Studierenden bei Studienkrisen mit Hilfe durch den Psychoanalytiker Igor Alexander Caruso zu entwickeln. Ab 1970 war er Leiter der Psychologischen Studentenberatung Salzburg. In Folge war er maßgeblich an der Einrichtung der Studentenberatungsstellen in ganz Österreich und an der Ausbildung von psychologischen Beraterinnen und Beratern beteiligt.
Seit 1981 ist Reinhard Larcher Universitätslektor an der Universität Salzburg für die Themen Psychoanalyse, Kommunikation, Gruppendynamik und Gruppenpsychotherapie sowie Psychohygiene und Burnout. 1992 gründete er mit Fachkollegen den Universitätslehrgang Psychotherapeutisches Propädeutikum und ist seit Beginn Stv. Leiter. Er wurde Lehrsupervisor des Universitätslehrganges für Supervision und Coaching und ist im Nachfolgelehrgang Master für Supervision, Coaching und Supervision Stv. Leiter.
Seit dem Gründungsjahr 2003 ist er Universitätslektor an der Paracelsus Medizinische Privatuniversität und wissenschaftlicher Koordinator für den Bereich Kommunikative Kompetenz, welcher durch seine Initiative in das Curriculum des Salzburger Medizinstudiums aufgenommen wurde. Als Lehrtherapeut und Supervisor sowie als Dozent wirkt er ab 1999 an der Wiesbadener Akademie für Psychotherapie (WIAP).
Er ist in freier Praxis als Psychoanalytiker, Gruppenpsychotherapeut, Gruppentrainer sowie Supervisor und Coach tätig. Von 1979 bis 1987 war er Leiter des Salzburger Arbeitskreises für Tiefenpsychologie und von 1981 bis 1991 Vorsitzender der Leiterkonferenz der Österreichischen Arbeitskreise für Psychoanalyse und von 1992 bis 2003 Vorsitzender der Bundeskonferenz des Österreichischen Bundesverbandes für Psychotherapie. Von 1993 bis 2016 ist er Mitglied des Ausbildungskomitees für Gruppendynamik des ÖAGG (Vorsitzender von 1998 bis 2010). 1983 war er Gründungsmitglied und bis 1988 Sprecher der Aktionsgruppe humanes Krankenhaus und dann 1988 Mitbegründer des Salzburger Patienten-Forums (später Selbsthilfe Salzburg), in dem er seit Gründung Beirat des Vorstandes ist.

## Auszeichnungen
- 1994 Hofrat
- 2012 Berufstitel Professor
- 2013 Ehrenmitglied des Berufsverbandes Österreichischer Psychologinnen und Psychologen

## Schriften
- Die erste Begegnung… Der Beitrag Carusos zur Studentenberatung in Österreich. In: Heimo Gastager u. a. (Hrsg.): Psychoanalyse als Herausforderung. Festschrift Caruso. Verband der Wissenschaftlichen Gesellschaften Österreichs, Wien 1980, S. 49–56.
- (Hrsg.) Psychoanalyse heute. Revision oder Re-Vision Freuds? Tradition und Erneuerung zwischen Dogma und Deviation. Literas, Wien 1982, ISBN 3-85429-025-X.
- mit Ewald E. Krainz: Selbsterfahrungsgruppen für Studenten. In: Ewald E. Krainz (Hrsg.): Student sein. Literas, Wien 1984, S. 142–155.
- Psychologische Studentenberatung. Psychologische Beratung für Studierende an österreichischen Universitäten. In Josef Egger, Ulrike Eisenhardt, Paul Innerhofer (Hrsg.): Angewandte Psychologie. Praxisfelder einer Wissenschaft. Literas, Wien 1986, S. 9–15.
- Von der Betroffenheit zur Aktion. Die Aktionsgruppe humanes Krankenhaus in Salzburg. In: Rudolf Forster u. a. (Hrsg.): Gesunde Projekte. Initiativen und Modelle im österreichischen System der Gesundheitssicherung und Krankheitsbewältigung Jugend und Volk, Wien 1989, S. 325–344.
- mit Michael Schilling, Erich Schuster: 25 Jahre Psychologische Studentenberatung. Aufbau, Entwicklung und Zukunftsperspektiven. In: Hans Turrini, Michael Schilling (Hrsg.): Wi(e)der die studentischen Probleme. Bundesministerium für Wissenschaft und Verkehr, Wien 1997, S. 437–450.
- Nossrat Peseschkian: Psychosomatik und Positive Psychotherapie. Transkultureller und interdisziplinärer Ansatz am Beispiel von 40 Krankheitsbildern. In: Alfred Pritz (Hrsg.): Einhundert Meisterwerke der Psychotherapie. Springer, Berlin 2008, S. 153–155, doi:10.1007/978-3-211-69499-2_73.
- Peseschkian, Nossrat. In: Gerhard Stumm u. a. (Hrsg.): Personenlexikon der Psychotherapie. Springer, Wien 2005, S. 364–366, doi:10.1007/3-211-29396-5_200.
- mit Christine Kampl, Paul Wilkens: Psychologische Studentenberatung, Studienwahlberatung und Studieninformation 1970–2010. In: 40 Jahre Wissenschaftsministerium 1970–2010. Bundesministerium für Wissenschaft und Forschung, Wien 2010, S. 196–203.